# Віденська конвенція про право міжнародних договорів
Ві́денська конве́нція про пра́во міжнаро́дних до́говорі́в — основне джерело норм права міжнародних договорів. Укладена 23 травня 1969 р. у Відні (Австрія). Набула чинності 27 січня в 1980 р.
Містить 8 частин, 4 розділи і 85 статей. Стосується угод між державами, які укладені в письмовій формі. Нині нараховує 114 держав-учасниць.
Україна приєдналася до цієї Конвенції відповідно до Указу Президії Верховної Ради Української РСР від 14 квітня 1986.

## Історія
Віденська конвенція була підготовлена Комісією міжнародного права (КМП) ООН, яка розпочала роботу над Конвенцією в 1949 році.
Протягом двадцяти років підготовки кількох версій проєкту Конвенції та коментарі до них були підготовлені спеціальними доповідачами КМП. Такими як: Джеймс Браєрлі, Герш Лаутерпахт, Джеральда Фіцморіс і Гемфрі Волдок.
В 1966 році, 75 КМП прийняла проєкт статей, які лягли в основу підсумкової роботи. Протягом двох сесій: в 1968 і 1969 роках, Віденська конференція була завершена Конвенцією, яка була прийнята 23 травня 1969 року і відкрита для підписання на наступний день.

## Зміст
Віденська Конвенція про право міжнародних договорів [Архівовано 19 лютого 2017 у Wayback Machine.] регламентує питання, які пов'язані із застосуванням міжнародних договорів, їх укладання та набрання чинності.
Важливим моментом у Конвенції є те, що стаття 1 обмежує застосування Конвенції договорами в письмовій формі тільки між державами.
Більшість націй визнають його як видатний «договір договорів», як авторитетне керівництво з питань формування та наслідків. Наприклад, Сполучені Штати визнають, що частини цієї Конвенції становлять норми звичаєвого права, які є обов'язковими для всіх націй. В Індії Верховний суд визнав звичаєвий статус Конвенції.
Конвенція закріплює ряд фундаментальних принципів сучасного міжнародного права . Визначає «міжнародний договір» як угоду, яку укладають між собою держави в письмовій формі, що регулюється міжнародним правом. А також, проголошує, що «кожна держава має право укладати договори».

## Структура
Конвенція складається з 8 частин,4 розділів, які включають в себе 85 статей.
• 1 частина «Вступ» визначає сферу застосування Конвенції, а також розкриває значення різних термінів. Вона застосовується до договорів, що укладаються між державами. Договір — міжнародна угода, яку укладають між собою держави у письмовій формі, регулюється міжнародним правом, незалежно від того, чи міститься така угода в одному чи кількох взаємопов'язаних між собою документах і незалежно від її назви.
• 2 частина «Укладання і набрання чинності» містить інформацію про те, що усі держави можуть укладати договори. Лише уповноважені особи мають право укладати договори від імені держави. Без наявності повноважень, глави держав можуть укладати такі договори. Це міністри закордонних справ, урядів, глави дипломатичних представництв, які повинні представляти державу у міжнародних організаціях та на міжнародних конференціях. Текст договору приймається лише за згодою всіх держав, які беруть участь у його складанні. Договір, який приймають на міжнародній конференції повинен отримати дві третини голосів держав. Згода держав може бути виражена ратифікацією, підписанням, затвердженням, приєднанням.
• 3 частина «Дотримання, застосування та тлумачення договорів» зазначає, що обов'язковим є діючий договір і учасники повинні належним чином виконувати його. Договори не мають зворотної сили, повинні тлумачитись зрозуміло, мати конкретно поставлені цілі.
• 4 частина «Поправки до договорів і зміни договорів» містить правило про те, що договір може бути змінений між учасниками, але тільки за їх згодою.
• 5 частина «Недійсність, припинення і призупинення дії договорів» розкриває питання щодо збереження чинності договору, його недійсності (унаслідок помилки, підкупу або примусу представників держави).
У цій же частині закріплені норми, які стосуються таких питань, як призупинення договору також вихід із нього учасників відповідно до положень договору; скорочення числа учасників багатостороннього договору; призупинення дії договору відповідно до положення договору або за згодою учасників; денонсація або вихід із договору; призупинення його дії за згодою деяких учасників багатостороннього договору.
Конвенція передбачає, що припинення дії договору може бути внаслідок виникнення нової імперативної норми загального міжнародного права, неможливості його виконання, розриву дипломатичних або консульських відносин. У цьому розділі закріплені норми, що регулюють процедуру, якої треба дотримуватись щодо визнання недійсності договору, арбітражу та примирення, судового розгляду, а також визначають наслідки припинення, призупинення та недійсності договору.
• 6 частина «Інші постанови» У розділі шостому Конвенції ідеться про випадки правонаступності держав, відповідальності держав, про початок військових дій, дипломатичні та консульські відносини.
• 7 частина «Депозитарій, повідомлення, виправлення і реєстрація» містить норми, які регулюють питання депозитаріїв договору, їх функції, порядок виправлення помилок у текстах договору, опублікування та реєстрації договорів.
• 8 частина «Заключні положення» регулює питання, які пов'язані з ратифікацією договору, його підписанням, приєднанням до нього та питання про набрання чинності договором.

## Сфера дії
Дія Конвеції обмежена. Вона застосовується тільки до договорів, які укладені між державами, тому вона не поширюється на договори між державами та міжнародними організаціями або тільки між міжнародними організаціями. Однак, вона не застосовується до договорів між державами в рамках міжурядової організації.
Зазвичай, угоди між державами і міжнародними організаціями або між міжнародними організаціями будуть регулюватися Віденською Конвенцією 1986 р. про право договорів між державами та міжнародними організаціями, або між міжнародними організаціями.
Конвенції містить положення про те, що в договорах між державами і міжнародними організаціями, положення Конвенції, як і раніше, застосовується між державами-членами. Конвенція не застосовується до угод не в писемній формі.

Учасники
Підписанти
не підписали і не є учасниками

## Характеристика участі України в Конвенції
Україна приєдналася до Віденської Конвенції [Архівовано 19 лютого 2017 у Wayback Machine.] відповідно до Указу Президії Верховної Ради Української РСР від 14 квітня 1986 р.
Але із таким застереженням і заявою, що Українська Радянська Соціалістична Республіка ніяким чином не пов'язана із положенням статі 66 конвенції, а також при тлумаченні та застосуванні інших статей частини V на розгляд погоджувальної комісії у різних випадках, потрібна згода усіх сторін, які беруть участь у спорі, а мировими посередниками можуть бути особи, яких обрали учасники спору за їх згодою.
Також УРСР визнала, що суперечать міжнародній практиці пункт 3 статті 20 и пункт «b» статті 45 Віденської Конвенції про право міжнародних договорів. [Архівовано 19 лютого 2017 у Wayback Machine.]
УРСР вказала, що зберігає право вживати заходи щодо охорони своїх інтересів, якщо інші держави недодержать положень Віденської Конвенції про право міжнародних договорів. [Архівовано 19 лютого 2017 у Wayback Machine.]
Із такими застереженнями і заявами Україна в 1986 році взяла участь у Віденській Конвенції.
Нині Віденська Конвенція про право міжнародних договорів 1969 р. є чинною на території України, тому що після того, як в 1991 р. було проголошено незалежність, відразу постало питання про дію міжнародних договорів, які були ратифіковані на території України за часів СРСР.
28 червня 1996 р. на 5 сесії Верховної Ради України ІІ скликання, в Конституції України встановили, що чинні міжнародні договори, згода на обов'язковість яких надана Верховною Радою України, є частиною національного законодавства України. Укладання міжнародних договорів, які суперечать Конституції України, можливе лише після внесення відповідних змін до Конституції України.
Також ЗУ «Про правонаступництво» містить положення, що Україна підтверджує свої міжнародні зобов'язання за міжнародними договорами, які були укладені Українською РСР, до проголошення незалежності України і Україна є правонаступником прав і обов'язків, за міжнародними договорами Союзу РСР, які не суперечать Конституції України та інтересам республіки.